# مدرسه اوباش و اراذل (فیلم ۱۹۵۵)
مدرسه اوباش و اراذل (انگلیسی: Blackboard Jungle) فیلمی آمریکایی به کارگردانی ریچارد بروکس است که در سال ۱۹۵۵ منتشر شد. از بازیگران آن می‌توان به گلن فورد، ان فرانسیس، لوئیس کالهرن، سیدنی پوآتیه، ریچارد کایلی و ویک مورو اشاره کرد. این فیلم بر اساس رمانی به همین نام اثرِ اد مک‌بین ساخته شده است.